# Ermia di Alessandria
Ermia di Alessandria (in greco antico: Ἑρμείας?, Ermeias; in latino Hermias; Alessandria d'Egitto, 410 d.C. circa – Alessandria d'Egitto, 455 d.C. circa) è stato un filosofo neoplatonico egizio di lingua greca.

## Biografia
Ermia nacque ad Alessandria d'Egitto intorno 410 d.C. Egli studiò filosofia ad Atene tra il 432 e il 435 d. C. ca., quando Diadoco dell'Accademia era Siriano, anch'egli alessandrino di nascita, da poco succeduto al fondatore dell'Accademia, Plutarco di Atene. Fu probabilmente alla scuola di Siriano che Ermia conobbe Proclo, di cui era coetaneo: tuttavia, non è da escludere che i due si fossero conosciuti già ad Alessandria, dove Proclo aveva studiato retorica e filosofia aristotelica. Ermia sposò Edesia, parente di Siriano, la quale era stata originariamente promessa in sposa a Proclo che, tuttavia, fu dissuaso dalle nozze da un avvertimento divino; dal matrimonio fra Ermia ed Edesia nacquero i filosofi Ammonio ed Eliodoro. Alla morte del maestro Siriano (435 d. C. ca.), Ermia fece ritorno in patria, ad Alessandria, all'epoca dell'influente patriarcato di Cirillo (412-444 d. C.). Nonostante la presenza in città del più anziano filosofo platonico Ierocle, fu a Ermia che le autorità di Alessandria concessero privilegi economici per il suo insegnamento della filosofia. La sua morte, di certo prematura, si data al 455 d. C. ca. Tuttavia, sua moglie, la nobile Edesia, continuò a beneficiare dei privilegi del marito fintantoché i due figli, Ammonio ed Eliodoro, erano ancora bambini: la donna li condusse ad Atene perché fossero istruiti da Proclo, il quale dimostrò particolare cura e attenzione verso di loro in memoria del legame d'affetto con il vecchio condiscepolo, Ermia. Ritornato ad Alessandria intorno negli anni Settanta del secolo, Ammonio occupò la cattedra di filosofia che era stata del padre. 
Le scarne notizie sulla vita di Ermia sono tratte dalla Vita di Isidoro del filosofo platonico Damascio, contemporaneo, più giovane, di Ammonio, figlio di Ermia: Damascio, che fu Diadoco della Scuola ateniese, dipinge Ermia come uno studioso diligente e molto erudito (conosceva a memoria gli insegnamenti di Siriano e quanto leggeva nei libri), ma non molto originale e acuto. Egli racconta che Ermia era solito acquistare libri e che, qualora si fosse reso conto che il venditore proponeva un prezzo inferiore al valore del libro, era solito acquistarlo pagando liberamente un prezzo più alto, spiegando al venditore il reale valore del libro: riteneva, infatti, che l'"affare", benché lecito, celasse una sorta di inganno. Damascio, poi, testimonia anche del coraggio di Ermia dinanzi alla morte: quand'egli, infatti, era a letto agonizzante, ebbe la fermezza d'animo di consolare l'amico Egitto accorso al suo capezzale, ricordandogli che è il corpo a morire, non l'anima. Infine, ancora grazie alla testimonianza di Damascio, sappiamo che Ermia ed Edesia ebbero, prima ancora di Ammonio ed Eliodoro, un bambino che, sin da neonato, diede innumerevoli prove di intelligenza e acume: morì nei primi anni di vita perché, si diceva, la sua anima non poteva sopportare di essere rinchiusa in un corpo mortale.

## Opere
La tradizione manoscritta attribuisce a Ermia di Alessandria gli In Platonis Phaedrum Scholia, vale a dire, le Note al Fedro di Platone. Tuttavia, la communis opinio ritiene che l'opera, usualmente citata col nome di Commento al Fedro, non sia altro che la registrazione scritta delle lezioni ateniesi di Siriano e, pertanto, che essa sia classificabile tra i commentari cosiddetti apo phones ("provenienti dalla voce" di un maestro: in questo caso, dalla voce di Siriano). In ogni caso, si tratta dell'unico commento al Fedro di Platone sopravvissuto al naufragio dei testi dell'Antichità - sono perduti, ad esempio, i Commenti del medioplatonico Arpocrazione (II d. C.) e, soprattutto, del neoplatonico Giamblico (III-IV d. C.), fonte indiscussa del Commento di Ermia. Di quest'ultimo, non a caso, le Note del filosofo alessandrino hanno restituito diversi frammenti e testimonianze: è proprio Ermia a informarci, ad esempio, del fatto che, secondo Giamblico, l'obiettivo (skopos) del Fedro fosse "il bello in tutte le sue forme". Il Commento al Fedro del condiscepolo Proclo, poi, seppur anch'esso perduto, è almeno in parte riflesso nel libro IV della Teologia platonica, in cui Proclo presenta la classe degli dèi intellegibili-intellettivi, ricavandola da un'esegesi allegorica del Fedro di Platone. 

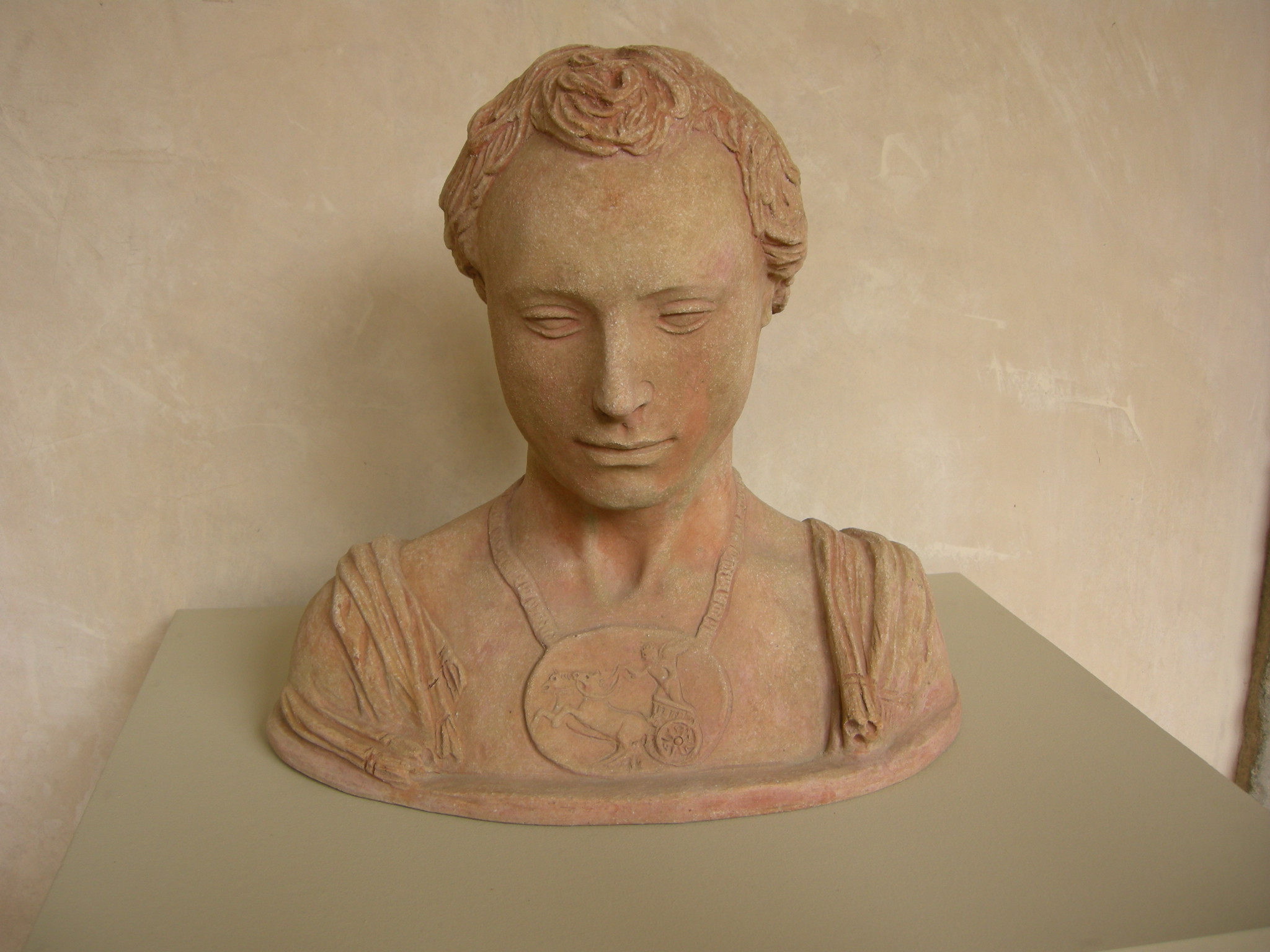
Busto di giovane con cammeo, Donatello, Museo del Bargello. Il cammeo raffigura la biga alata con auriga del Fedro.

Commento di tipo "lemmatico", l'opera di Ermia analizza l'intero dialogo platonico, di cui seleziona e commenta innumerevoli passaggi: in particolare, un'ampia esegesi è dedicata alla parte centrale del dialogo, vale a dire, alla cosiddetta "Palinodia", in cui Socrate paragona l'anima, umana e divina, a una carro alato condotto da dei cavalli e da un auriga.
La teologia ricavata da Ermia tramite l'esegesi della Palinodia socratica è di tipo orfico-platonico. L'accordo fra Orfeo e Platone, nonché con Pitagora e gli Oracoli Caldaici, era, infatti, un manifesto del Platonismo ateniese, probabilmente sin dai tempi di Plutarco (IV d. C.): particolarmente significativi, in questa direzione, sono l'identificazione tra la Pianura della Verità, menzionata nella Palinodia di Socrate, e le Notti della teologia orfica, quella tra gli dèi del Fedro e le divinità omeriche e orfiche (Urano, Crono, Zeus, Fanete), il ricorso all'apofatismo e al catafatismo. Il sincretismo filosofico di Ermia, in effetti, riesce ad armonizzare tra di loro gli insegnamenti di Ermes Trismegisto, Orfeo, Omero, Esiodo, Pitagora, Pindaro, Aristotele, i quali si trovano espressi, tutti, secondo Ermia, nei dialoghi platonici.
Il Commento di Ermia fu noto all'erudito bizantino Michele Psello e, più tardi, al Cardinale Bessarione (proprietario di un manoscritto contenente il testo di Ermia), nonché ad Agostino Steuco, bibliotecario della Vaticana. Soprattutto, però, gli Scholia furono letti, studiati e, in parte, tradotti in latino da Marsilio Ficino, la cui traduzione, tuttavia, è ancora inedita.
Le due grandi edizioni critiche del testo di Ermia sono quelle a cura di P. Couvreur (1901) e C. Lucarini - C. Moreschini (2012).
A causa della sua morte prematura, è possibile che Ermia non abbia scritto altre opere oltre al Commento al Fedro: un passo del Commento agli Analitici primi di suo figlio Ammonio, tuttavia, potrebbe alludere a un Commento di Ermia alle opere logiche di Aristotele.